# Town and Country
Town and Country – jednostka osadnicza w Stanach Zjednoczonych, w stanie Waszyngton, w hrabstwie Spokane.